# Asura intensa
Asura intensa là một loài bướm đêm thuộc phân họ Arctiinae, họ Erebidae.